# Bourse de l'Eswatini
La bourse de l'Eswatini (en anglais : Eswatini Stock Exchange) est la bourse de l'Eswatini.

## Histoire
La structuration du marchés des capitaux a été initié en 1989  avec un groupe de travail dirigé par la Banque centrale du d'Esawatini qui a conclu à la nécessité et à l'opportunité de créer une société de bourse. La Bourse du Swaziland (SSM) a été fondée en 1990 en tant qu'établissement de crédit non bancaire en vertu de l'ordonnance de 1975 sur les institutions financières. Pendant huit ans, la Bourse du Swaziland a fonctionné comme un établissement de courtage en bourse unique. Ce n'est qu'en juillet 1999 qu'une bourse à part entière, la Swaziland Stock Exchange (SSX), a été inaugurée. En 2003, la SSX a été constituée en tant que société publique (Swaziland Stock Exchange Limited) utilisant le personnel de la Banque centrale.
Après la promulgation de la loi de 2010 sur les valeurs mobilières, depuis janvier 2013, le SSX a été transféré à l'Autorité de régulation des services financiers du Swaziland pour devenir à partir de janvier 2017 une institution indépendante au bâtiment Ingcamu.
En février 2019, la Bourse du Swaziland (SSX) a changé son nom pour Eswatini Stock Exchange (ESE).

## Cotations
En 2020, elle comprend 5 cotations
- Nedbank
- Royal Swazi Sugar
- Swaprop
- SBC Limited
- Inala Capital